# لمینگتون (نیوجرسی)
لمینگتون (به انگلیسی: Lamington) یک منطقهٔ مسکونی در ایالات متحده آمریکا است که در بدمینستر، نیوجرسی واقع شده‌است.